# Rob Mayes
Rob Mayes (Cleveland, 17 novembre 1984) è un attore, cantante e modello statunitense.

## Biografia
Rob Mayes cresce a Pepper Pike, nell'Ohio, insieme al fratello Alex, nato dieci anni dopo di lui, nel 1994, e inizia la sua carriera di modello già a cinque anni.
Ha poi frequentato la United States Naval Academy ad Annapolis, ma dopo essersi iscritto al college nel 2004-2005, ha deciso di ritirarsi. Dopo aver quindi lasciato l'Accademia Navale, ha iniziato a dedicarsi a scrivere musica e ha pubblicato un album di musica pop di sette canzoni intitolato Glimpses of Truth.
Nel 2007, Mayes si è trasferito a New York e qui, dopo appena due settimane, ha firmato un contratto per ricoprire un breve ruolo in un episodio nella serie Law & Order - Unità vittime speciali. Nel 2008 ha ricoperto il ruolo  del protagonista nella fiction televisiva musical di MTV The American Mall.
Nel 2009, Mayes ha partecipato in brevi ruoli a serie come Cold Case - Delitti irrisolti, Valentine, Bones e Medium e ha interpretato il ruolo del protagonista nel film del 2010 Ice Castles.

## Filmografia parziale

### Cinema
- Thor: Ragnarok, regia di Taika Waititi (2017)

### Televisione
- Law & Order - Unità vittime speciali (Law & Order: Special Victims Unit) - serie TV, episodio 8x18 (2007)
- Cold Case - Delitti irrisolti (Cold Case) - serie TV, episodio 6x03 (2008)
- Bones - serie TV, episodio 5x04 (2009)
- Le ragazze del campus (Sorority Wars), regia di James Hayman - film TV (2009)
- Medium - serie TV, episodio 7x08 (2010)
- Jane -  Stilista per caso (Jane by Design) - serie TV, 5 episodi (2012)
- 90210 - serie TV, 3 episodi (2012)
- NCIS - Unità anticrimine (NCIS) - serie TV, episodio 9x16 (2012)
- The Glades - serie TV, episodio 3x09 (2012)
- Appuntamento a New York (A Golden Christmas 3), regia di Michael Feifer - film TV (2012)
- The Client List - serie TV, 12 episodi (2013)
- Beauty and the Beast - serie TV, episodio 2x10 (2014)
- Mistresses - serie TV, 26 episodi (2015-2016)
- Finding Carter - serie TV, 2 episodi (2015)
- Frequency - serie TV, 5 episodi (2016-2017)
- S.W.A.T. - serie TV, episodio 1x16 (2018)
- Una locanda per Natale (My Christmas Inn), regia di Peter Sullivan - film TV (2018)
- Proven Innocent - serie TV, episodio 1x10 (2019)
- Un viaggio per Natale (The Road Home for Christmas), regia di Peter Sullivan - film TV (2019)
- Innamorarsi a Cedar Creek (Sweet on You), regia di Marla Sokoloff - film TV (2023)
- Lioness - serie TV, episodio 2x06 (2024)
- Tracker - serie TV, episodio 2x04 (2024)
- The Rookie - serie TV, episodio 7x10 (2025)

## Doppiatori italiani
Nelle versioni in italiano delle opere in cui ha recitato, Rob Mayes è stato doppiato da:
- Fabrizio De Flaviis in Cold Case - Delitti irrisolti
- Simone Crisari ne Le ragazze del campus
- Riccardo Niseem Onorato in 90210
- Daniele Giuliani in The Glades
- Gabriele Lopez in The Client List
- Marco Vivio in Frequency
- Andrea Checchi in Tracker